# HARMONY (2019年の映画)
『HARMONY』（はーもにー）は、2019年のなすしおばら映画祭トライアル開催用に那須塩原市PR短編映画として制作された。

## 概要
川岡大次郎の那須塩原市での映画プロデュース作品第二弾。統合で廃校となった旧戸田小学校に置かれているピアノをモチーフに日向朝子が監督・脚本を担当し撮影した。全編、那須塩原市内にて撮影され、2019年年2月23日にART369プロジェクトオープニングセレモニーの一つとして完成記念上映会が開催された。完成後各地の映画祭やイオンシネマでも上映された。

## あらすじ
黒木（古川ヒロシ）がトランク片手に廃校となった小学校へ向かっていたが、道に迷ったのかタクシーをに乗り換えて小学校に向う。タクシー運転手からの問いかけに、一年に一度だけ廃校のピアノの調律に来ていると語った。そのピアノは5年前に3人組の男子児童が探検していてピアノを見つけ、叱られ覚悟で小学校教諭宇多野（瑚海みどり）へ相談。宇多野は、男子達を連れて知り合いの市職員の野原（高橋さくら）に相談し、野原が調律師である黒木に調律を依頼していた。
3年後、ピアノは廃校の小学校に通っていて現在は海外在住の音楽家が引き取りを申し出て、街なかの小さなホールに寄贈されることとになった。音楽家は、温泉に向かうタクシーの中でピアノについて運転手から聞いたという。8年前に探検した一人である健一は高校生になり自転車で友達とホールへ向う。お披露目コンサート当日に調律のため来訪した黒木は、那須塩原駅前でタクシーに乗り込んだが、運転手を見て、5年前と同じ人であったと気づき話しかけた。

## キャスト
- 黒木：古川ヒロシ
- 野原：高橋さくら
- 小学生の健一：戸井田翔護
- ：竹内柊人
- ：鈴木勇磨
- 一之瀬：上野哲也
- 二村：大河日氣
- ：宇野拓
- 高校生の健一：阿部竜次ケビン[2]
- 宇多野：瑚海みどり - 小学校教諭
- 望：白石優愛 - 健一の友達
- タクシー運転手：岡田義徳（友情出演）
- ホール来場者：那須塩原市民の皆さん（エキストラ）

## スタッフ
- プロデューサー：川岡大次郎
- 監督・脚本：日向朝子
- 撮影：上川雄介
- 録音：高橋良太
- 制作：森田博之
- 美術・劇中ポスター制作：田中佑佳
- メイク：山本可南恵
- スチール：Sallu
- 助監督：渡辺喜子
- 撮影助手：横尾直人
- 制作助手：森海斗
- 編集：稲川実希
- 音楽：野崎美波
- 制作主任：粟野誠一
- 制作担当：高久健
- ピアノ調律指導：村上健
- ピアノ調律監修：川上敬治
- マイクロバス：中村誠
- 協力：黒磯観光タクシー、太陽の里福祉会、ムラカミピアノサービス、イマワ楽器、カワッタ家、薄井設備、街音、CAFE SHOZO黒磯本店、菊池いちご園、フレンドリーマートいそや、アグリパル塩原会、黒磯駅前活性化委員会、なすしおばらファンクラブ

## 公開・上映
- 2019年
  - 3月8日 - ええじゃないかとよはし映画祭2019
  - 3月30日 - 第33回高崎映画祭
  - 4月14日 - 旧戸田小学校で上映会[3]
  - 11月30日 - なすしおばら映画祭トライアルで劇場公開
- 2021年
  - 3月20日・21日 - なすしおばら映画祭オンライン公開
  - 11月27日 - なすしおばら映画祭2021にて劇場公開とオンライン公開（オンラインでは11月27日 - 12月6日）